# Melanothereva lugubris
Melanothereva lugubris är en tvåvingeart som först beskrevs av Macquart 1840.  Melanothereva lugubris ingår i släktet Melanothereva och familjen stilettflugor. Inga underarter finns listade i Catalogue of Life.